# چیکزی جیک اوکپالا
چیکزی جیک اوکپالا (انگلیسی: KZ Okpala؛ زادهٔ ۲۸ آوریل ۱۹۹۹) بازیکن بسکتبال اهل ایالات متحده آمریکا است.

## حرفه
از باشگاه‌هایی که در آن بازی کرده‌است می‌توان به میامی هیت اشاره کرد.